# Nephelium mutabile

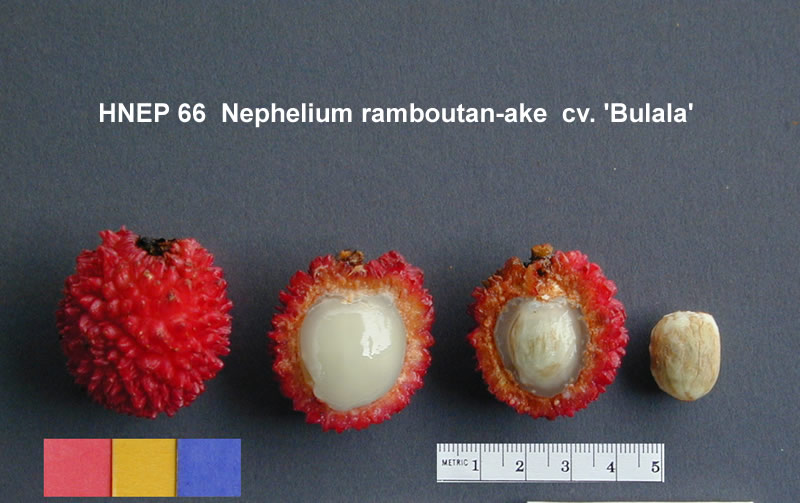
Fruta

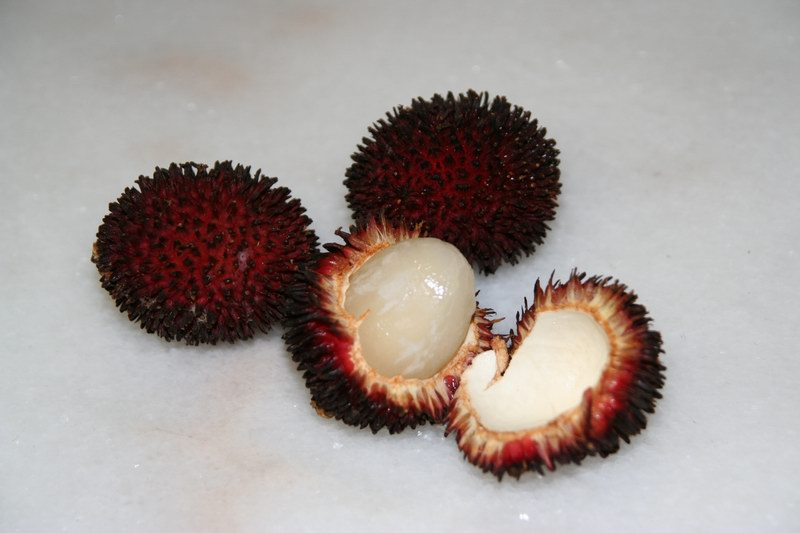
três frutas pulasan, uma está aberta para mostrar a polpa comestível.

A pulasan, Nephelium mutabile Blume (familia Sapindaceae), é uma fruta tropical semelhante e as vezes confundidada com a rambutan rambutan. Ela tem varios nomes vulgares, como pulasan em Inglês, Espanhol e Malásio, kapulasan na Indonesia, ngoh-khonsan na Tailândia, e bulala ou panungayan nas Filipinas.
Usualmente, a fruta é saboreada fresca e é mais doce do que a rambutan e lichia, mas é muito raramente emcontrada fora do Sudoeste da Ásia.

## References
- Morton, Julia F., "Fruits of Warm Climates" ; Creative Resource Systems, Inc.; Winterville, N.C.; ISBN 0-9610184-1-0 (online)